# Свириденко Юлія Анатоліївна
Ю́лія Анато́ліївна Свириде́нко (нар. 25 грудня 1985, Чернігів, УРСР) — український політик і економіст. Прем'єр-міністр України з 17 липня 2025 року.
Перший віцепрем'єр-міністр України — Міністр економіки України з 4 листопада 2021 року по 16 липня 2025 року. Заступниця Керівника Офісу Президента України (22 грудня 2020 — 4 листопада 2021).
В. о. голови Чернігівської ОДА (2018). Заступниця міністра розвитку економіки, торгівлі та сільського господарства (29 вересня 2019 — 22 липня 2020). Перша заступниця Міністра розвитку економіки, торгівлі та сільського господарства України (22 липня 2020 — 22 грудня 2020).

## Життєпис

### Ранні роки
Юлія Свириденко народилася 25 грудня 1985 року у Чернігові у сім'ї службовців. Батько працював у Чернігівському відділенні Антимонопольного комітету України, мати обіймала посаду в обласній раді.

### Освіта
2008 року закінчила з відзнакою Київський торговельно-економічний університет, спеціальність «менеджмент антимонопольної діяльності», магістр з менеджменту антимонопольної діяльності. В тому ж році вступила до аспірантури Київського національного торговельно-економічного університету за спеціальністю «економіка та управління національним господарством».

### Кар'єра
Трудову діяльність розпочала 2008 року на посаді економістки з фінансової роботи українсько-андоррського спільного підприємства АТ «АМП» (Київ). Згодом працювала оцінювачкою Чернігівського міжміського бюро технічної інвентаризації, заступницею директора ТОВ «Еко-Втор» (Київ).
2011 року призначена головою Постійного представництва Чернігова у місті Усі (КНР), єдиного представництва українського міста в КНР (на громадських засадах). На посаді голови Постійного представництва сприяла залученню інвестицій до економіки Чернігова та Чернігівської області, створенню сприятливих умов іноземним інвесторам для ведення бізнесу в Чернігові та Чернігівській області, підтримці зв'язків між органами місцевого самоврядування Чернігова та Чернігівської області та регіонів Китайської Народної Республіки, а також між представниками ділових кіл Чернігова та Чернігівської області та регіонів Китайської Народної Республіки.
За результатами роботи Постійного представництва в Чернігові було зареєстроване підприємство «Еко-Втор» зі 100 % іноземних інвестицій та здійснено повний супровід інвестиційного проєкту будівництва заводу з виробництва поліефірного волокна. Після запуску виробництва працювала на посаді заступниці директора заводу з питань зовнішньоекономічної діяльності.
З травня 2015 року — радниця голови Чернігівської обласної державної адміністрації Куліча.
Із серпня 2015 року — начальниця Департаменту економічного розвитку Чернігівської обласної державної адміністрації.
Закінчила програму навчання менеджерів (2016, Німецька академія управління Нижньої Саксонії (DMAN), Німеччина). Учасниця програми «Академія доброго урядування та підвищення компетентності в Європі», організованій Європейською академією Берліна, за підтримки Міністерства закордонних справ Німеччини (вересень 2016, Берлін). Закінчила програму стратегій зростання приватного сектору, організовану Шведським агентством з питань міжнародного розвитку Sida (Швеція, 2017).

## Політична кар'єра
На виборах 2015 року невдало балотувалась до Чернігівської міської ради від Блоку Петра Порошенка.
З вересня 2017 року виконувала обов'язки першої заступниці голови Чернігівської обласної державної адміністрації. Згідно з розпорядженням голови обласної державної адміністрації від 14 березня 2018 року № 28-к призначена першою заступницею голови Чернігівської обласної державної адміністрації.
З 30 липня до 28 листопада 2018 року — в. о. голови Чернігівської ОДА.
З березня по вересень 2019 року — очільниця ТОВ «Сідко Україна», що спеціалізується на виробництві кормів для диких птахів і займається перероблюванням органічної продукції.
З 29 вересня 2019 до 22 липня 2020 року — заступниця Міністра розвитку економіки, торгівлі та сільського господарства України.
24 грудня 2019 року обрана Головою правління Фонду загальнообов'язкового державного соціального страхування України на випадок безробіття. Член делегації для участі у Тристоронній контактній групі, представниця в робочій підгрупі з соціально-економічних питань.
З 22 липня до 22 грудня 2020 року — перша заступниця Міністра розвитку економіки, торгівлі та сільського господарства України.
З 22 грудня 2020 року — заступниця голови Офісу Президента України, замінила на цій посаді Юлію Ковалів.
26 лютого 2021 року Указом Президента України виключена зі складу делегації України для участі у Тристоронній контактній групі.

### Міністр економіки України (2021—2025)
3 листопада 2021 року партія Слуга народу висунула Свириденко на посаду першої віцепрем'єрки — Міністерки економіки України. 4 листопада 2021 року Верховна Рада України ухвалила рішення про призначення Свириденко.
З 27 червня 2025 року — заступник голови Ради з питань підтримки підприємництва, консультативно-дорадчого органу при Президентові України.

#### Санкційна політика
У серпні 2022 року очолила Міжвідомчу робочу групу з питань реалізації державної санкційної політики. Вела перемовини з іншими країнами про посилення санкцій проти РФ, зокрема з представниками Британії.
Згідно заяв партії Європейська солідарність Свириденко була серед тих, хто найбільше добивався введення санкцій проти Петра Порошенка.

#### Підтримка бізнесу
У середині березня 2022 року запрацювала програма релокації підприємств. Станом на листопад 2022 року було переміщено 772 підприємства. У березні 2022 року була створена програма працевлаштування тимчасово переміщених осіб, запроваджено компенсацію роботодавцям на зарплату працевлаштованих.

### Прем'єр-міністр України (з 2025)
14 липня 2025 року Президент Зеленський запропонував Свириденко на посаду прем'єр-міністра. 17 липня Свириденко було призначено на посаду, також сформовано новий склад уряду. Свириденко стала другою жінкою в історії України на посаді прем'єр-міністра (після Юлії Тимошенко).

## Нагороди
- 2020 — Почесна грамота Кабінету Міністрів України.[29]
- 2023 — одна з 4-х українок у списку Time 100 Next «нових лідерів, які формують світ».[30]

## Статки
Має квартири у Києві та Чернігові, записані на себе, а також ще одну, записану на сім'ю[джерело?].
Чоловік має квартиру в Чернігові площею 203,5 м2 та ділянка в Чернігівському районі на 14,96 соток, володіє автомобілем BMW Х3, 2016 року випуску, який він придбав у 2018 році за понад мільйон гривень.

## Особисте життя
- Чоловік — Сергій Ігорович Дерлеменко[31]. Керує ТОВ «ДКС-Групп» та ТОВ «ДІТЕЛ», компаніями, які займаються будівництвом, ремонтом, телекомунікаціями та обслуговуванням мереж зв'язку. У 2015 році Сергій Дерлеменко також балотувався до Чернігівської міської ради від партії «Самопоміч», але не пройшов[11].
- Донька Софія.

## Галерея

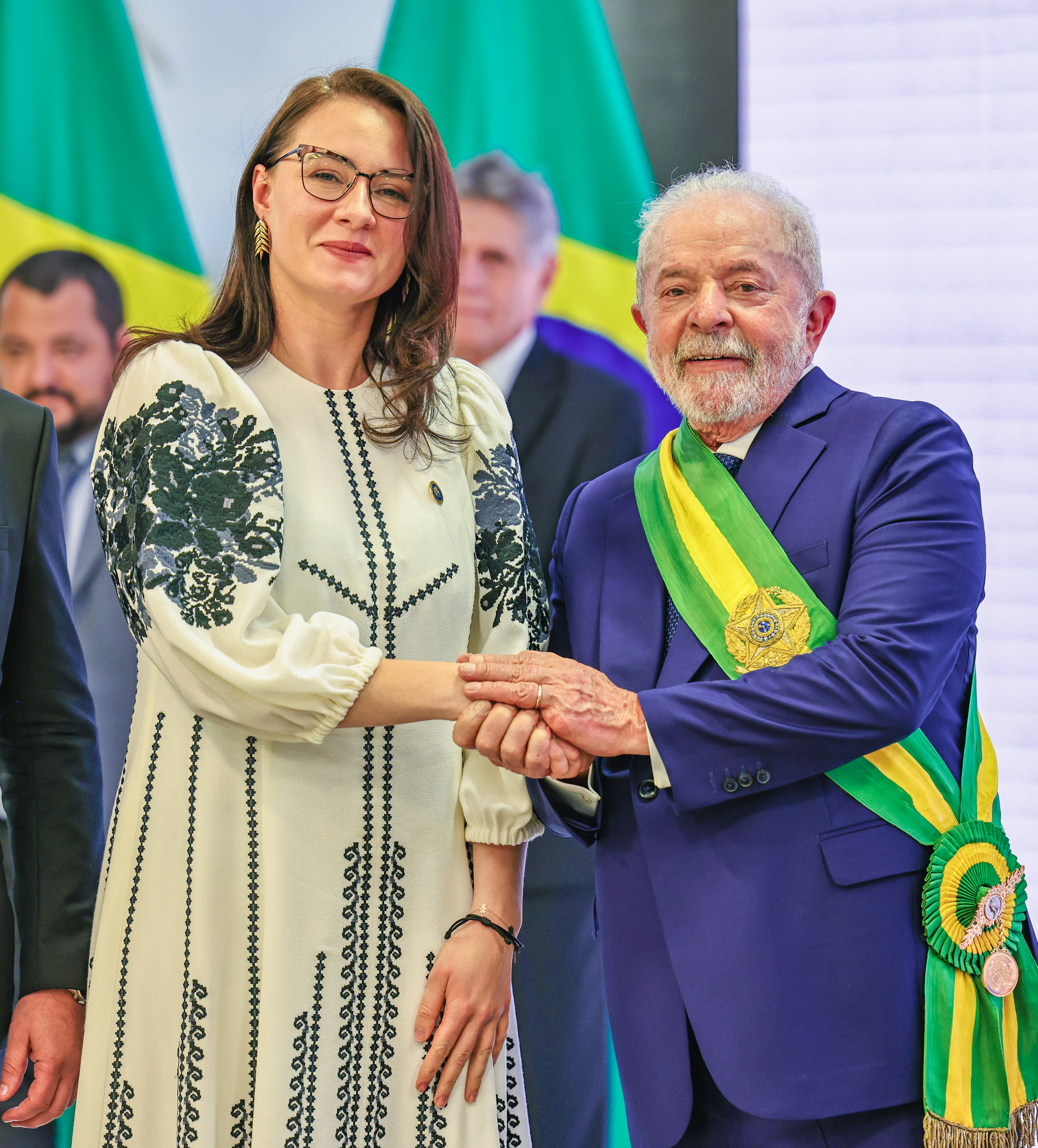
Президент Бразилії Луїс Інасіо Лула да Сілва під час зустрічі з Юлією Свириденко, 2023